# Kasane Forest Reserve Extension
Kasane Forest Reserve Extension är en park i Botswana.   Den ligger i distriktet Central, i den norra delen av landet, 700 km norr om huvudstaden Gaborone. Kasane Forest Reserve Extension ligger 1 045 meter över havet.
Terrängen runt Kasane Forest Reserve Extension är platt. Trakten runt Kasane Forest Reserve Extension är nära nog obefolkad, med mindre än två invånare per kvadratkilometer.. Närmaste större samhälle är Kasane, 16,8 km norr om Kasane Forest Reserve Extension. 
Omgivningarna runt Kasane Forest Reserve Extension är huvudsakligen savann.